# Kallisomyia stackelbergi
Kallisomyia stackelbergi là một loài ruồi trong họ Tachinidae.